# 잃은 자와 찾은 자
"잃은 자와 찾은 자"는 1966년 공개된 대한민국의 영화이다.

## 배역
- 최무룡
- 김지미
- 신성일